# نظام شعاعي

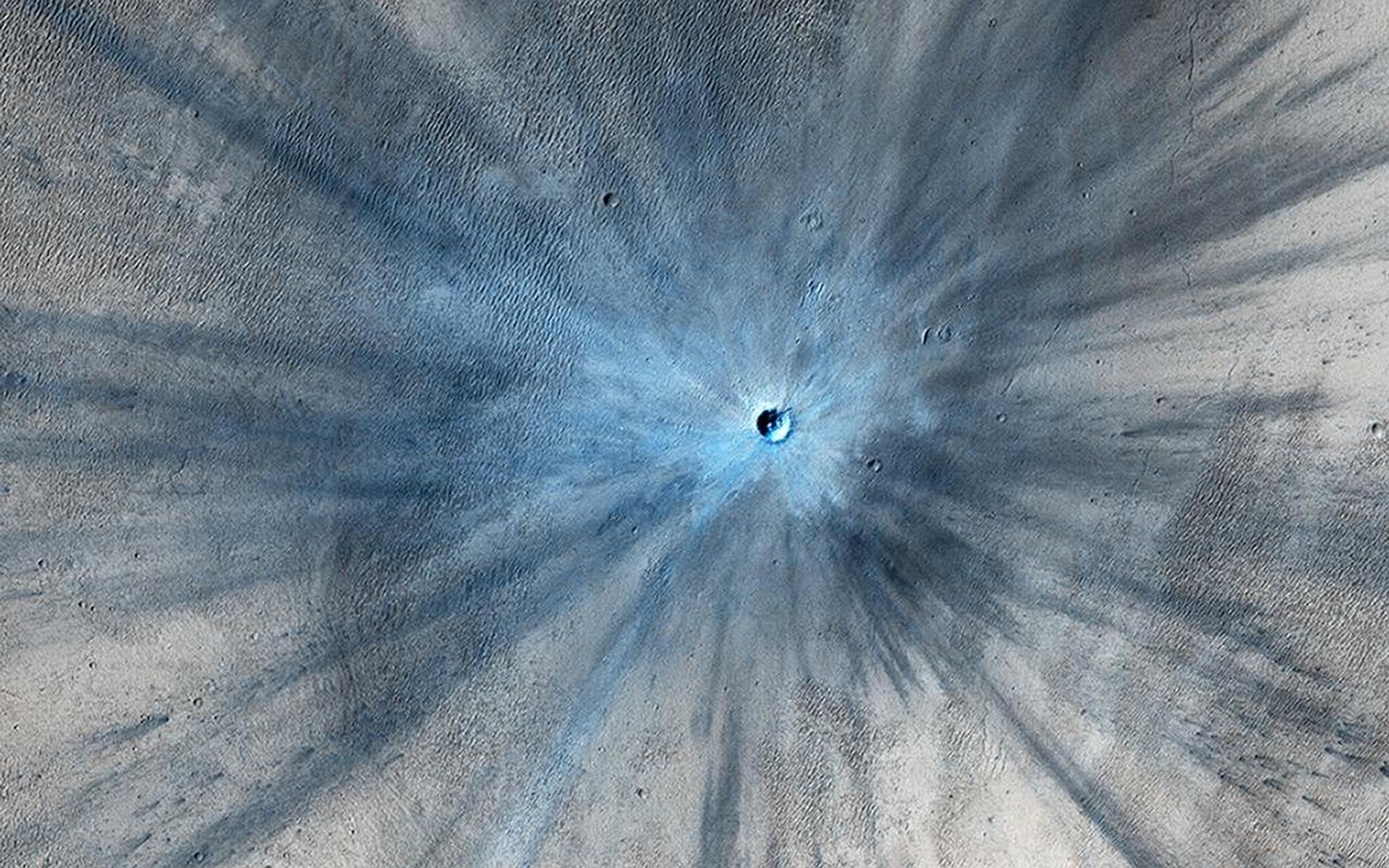

نظام شعاعي (بالإنكليزية: Ray system)، وهو نظام يضم خطوطًا شعاعيةً من المقذوفات الاصطدامية التي تُطلق إلى الخارج خلال تشكل الفوهات الاصطدامية النيزكية، إذ تبدو إلى حد ما أنها مماثلة للقضبان الرفيعة الممتدة من مركز العجلات. يمكن أن تمتد هذه الأشعة بأطوال أكبر من قطر فوهتها الأصلية بعدة مرات، وغالبًا ما تكون مصاحبةً لفوهات ثانوية صغيرة تكونت بفعل القطع الكبيرة من المقذوفات الاصطدامية. حُددت الأنظمة الشعاعية على سطح القمر، والأرض (عند فوهة كاميل)، وعطارد، وبعض أقمار الكواكب الخارجية بالمجموعة الشمسية. ظن العلماء في البداية أنها موجودة على الكواكب والأقمار التي لا تمتلك غلافًا جويًا فقط، ولكن وجدها العلماء مؤخرًا على سطح كوكب المريخ في صور الأشعة تحت الحمراء المُلتقطة من المدار بواسطة المصور الحراري بمركبة مارس أوديسي 2001.
تظهر هذه الأشعة في الضوء المرئي، وتظهر في بعض الأحيان في نطاق الأطوال الموجية تحت الحمراء، عندما تكون المقذوفات مكونةً من مواد مختلفة في الانعكاسية، أي الوضاءة، أو بسبب الخواص الحرارية للسطح الذي تترسب عليه. وعادةً ما تحظى الأشعة المرئية بوضاءة أعلى من السطح المحيط بها. ونادرًا ما يُخرج الاصطدام النيزكي مواد ذات وضاءة منخفضة، مثل رواسب الحمم البازلتية الموجودة في البحار القمرية. وتظهر الأشعة الحرارية، كما نراها على سطح المريخ، في الليل بشكل خاص عندما لا تؤثر المنحدرات والظلال على الطاقة تحت الحمراء المُنبعثة من السطح المريخي.
يمكن أن يكون تشكل الطبقات من هذه الأشعة بجانب الخواص السطحية الأخرى أمرًا مفيدًا باعتباره مؤشرًا على العمر النسبي للفوهة الاصطدامية؛ بسبب انسداد هذه الأشعة مع الوقت بفعل عدد من العمليات المتنوعة. وعلى الأجرام التي لا تمتلك غلافًا جويًا، مثل القمر، يمكن أن تسبب التجوية الفضائية، من التعرض للأشعة الكونية واصطدامات النيازك الصغيرة، تناقصًا مستمرًا في الفرق بين وضاءة المقذوفات الاصطدامية ووضاءة المواد الموجودة أسفلها. تنتج النيازك الصغيرة تحديدًا مواد منصهرةً زجاجيةً في الحطام الصخري، والتي تقلل من الوضاءة. يمكن أن تصبح الأشعة أيضًا مغطاة بتدفقات الحمم، مثل أشعة فوهة لشتينبرغ على القمر، أو بالفوهات الاصطدامية الأخرى أو بالمقذوفات الاصطدامية.

## الأشعة الموجودة على سطح القمر
كانت الطبيعة الفيزيائية لهذه الأشعة على سطح القمر مادةً للتفكر بين العلماء. اقترحت الفرضيات الأولى أنها رواسب ملحية من المياه المتبخرة. وظن العلماء بعد ذلك أنها رواسب من الرماد البركاني أو خطوط غبارية. اقترح عالم الفلك يوجين شوميكر، بعد قبول فكرة أن الاصطدامات هي أصل هذه الفوهات بين العلماء، أن هذه الأشعة الموجودة على القمر تشكلت نتيجةً لمواد المقذوفات المُفتتة.
اقترحت الدراسات الأخيرة أن السطوع النسبي للنظام الشعاعي القمري لا يعتبر مؤشرًا يمكن الاعتماد عليه لعمر هذا النظام. وبدلًا من ذلك، تعتمد الوضاءة أيضًا على نسبة أكسيد الحديد. وتصبح المواد أكثر سطوعًا بانخفاض نسبة أكسيد الحديد، لذلك يمكن أن يحتفظ هذا النظام الشعاعي بمظهره المضيء لفترات أطول. وبالتالي يجب أن يدخل تركيب المواد ضمن العوامل الخاصة بتحليل الوضاءة لتحديد عمر النظام الشعاعي.
تعتبر الفوهات أرسطرخس، وكوبرنيكوس، وكيبلر، وبرقلس، وديونيسيوس، وغلوشكو، وتيخو ضمن الفوهات القمرية الموجودة على الجانب القريب من القمر، والمميزة بوجود أنظمة شعاعية بارزة لها. وتتضمن الأمثلة الأصغر كلًا من سنسورينوس، وستيلا، ولينيه. توجد الأنظمة الشعاعية أيضًا على الجانب البعيد من القمر، مثل الأشعة الممتدة من الفوهات جيوردانو برونو، ونخاو، وأوم، وجاكسون، وكينغ، والفوهة الصغيرة البارزة بيراتسو.
توجد معظم المقذوفات الأولية المنقولة جانبيًا من الفوهات الاصطدامية على مسافة محدودة ببضع أنصاف أقطار الفوهة الرئيسية، ولكن أطلقت بعض الاصطدامات الضخمة، مثل الاصطدامات التي شكلت فوهتي كوبرنيكوس وتيخو، المقذوفات الأولية إلى مسافات تصل إلى نصف القمر.
شاهد رواد فضاء مهمة أبوللو 16 في عام 1972، الأنظمة الشعاعية لفوهة الشعاع الشمالي وفوهة الشعاع الجنوبي، من على سطح القمر.